# Stosunki polsko-kenijskie

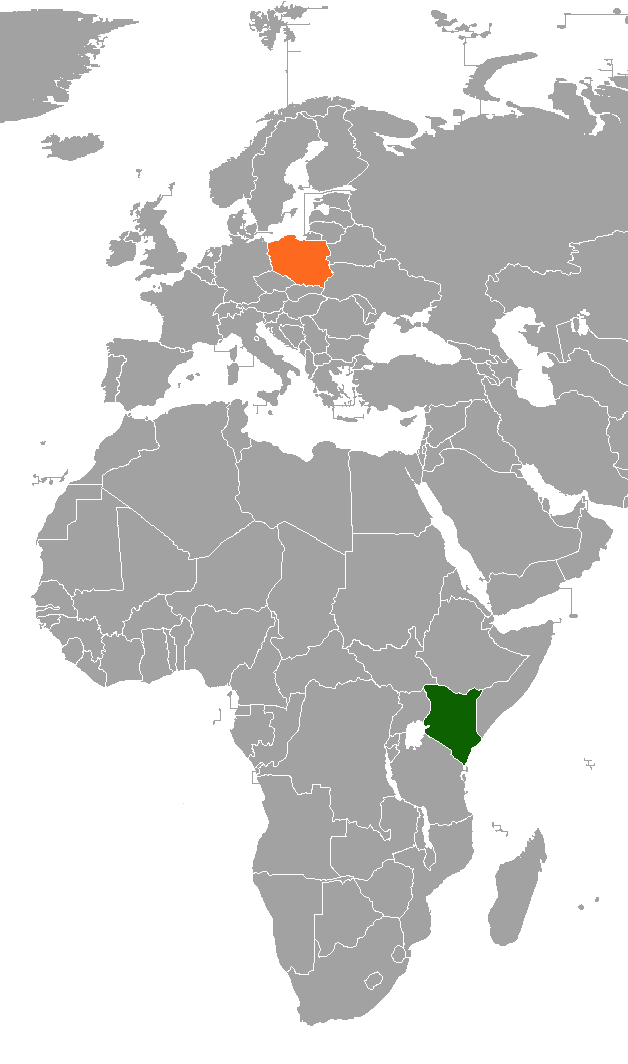

Stosunki dyplomatyczne między Polską Rzeczpospolita Ludową a Kenią zostały nawiązane w 1963 roku. Ożywienie kontaktów politycznych (obejmujących m.in. spotkania na szczeblach ministrów i wiceministrów spraw zagranicznych) nastąpiło po transformacji ustrojowej w Polsce.
W lutym 2024 roku z wizytą w Kenii przebywał prezydent Andrzej Duda.
Od 2011 roku Kenia znajduje się wśród partnerów priorytetowych programu polskiej pomocy rozwojowej. Przedsięwzięcia realizowane w ramach polskiej pomocy obejmują obszary: ochrony zdrowia (w szczególności nad matkami i dziećmi), edukacji na wszystkich poziomach kształcenia (w tym kształcenia zawodowego), podnoszenia zdolności służb ratowniczych, rozwoju przedsiębiorczości oraz ochrony środowiska i klimatu.
Według danych z 2023 roku wartość wymiany handlowej między oboma krajami wyniosła 60,3 mln USD z saldem dodatnim po stronie Polski. Polski eksport do Kenii (41,1 mln USD) obejmował przede wszystkim pszenicę, maszyny, urządzenia elektryczne, odzież oraz wyroby papiernicze, natomiast importu z Kenii obejmował głównie płody rolne (w tym kawę, herbatę, owoce, warzywa, przyprawy i tytoń).